# Eusterinx obscurella
Eusterinx obscurella là một loài tò vò trong họ Ichneumonidae.